# مخطمة سمينة
مخطمة سمينة (الاسم العلمي:†Rhynchonella pinguis) هي نوع منقرض من عضديات الأرجل تتبع جنس المخطمة من فصيلة المخطمات.